# Ruta IO07 (Lima)
La ruta IO07 o "la S" es una ruta de transporte público del área metropolitana de Lima, que conecta los distritos de Callao y Chorrillos. El trayecto de esta ruta consta de 85 o 87 paradas dependiendo de la dirección y dura aproximadamente entre 1 con 30 minutos y 2 horas

## Características
Esta ruta de transporte público es operada por Holding Real Express S.A, pasando por los distritos de Lima y Callao, anteriormente estaba operando por el Consorcio Grupo Orión S.A. hasta 2016.

### Autorización
La ruta IO07 se encuentra autorizada por la Municipalidad Provincial del Callao (MPC) y la Autoridad de Transporte Urbano (ATU).

## Trayecto
Los autobuses de la ruta IO07 comienzan a operar a las 6:00 a.m. y terminan a las 11:00 p.m. Por los distritos de Callao, Bellavista, San Miguel, Magdalena del Mar, San Isidro, Miraflores, Santiago de Surco y Chorrillos en las provincias de Lima y Callao pasando por lugares importantes como el Aeropuerto Internacional Jorge Chávez, la Plaza San Miguel, el Parque Central de Miraflores, Parque Reducto n.º 2 y el Parque de la Amistad María Graña Ottone.
Se conecta con el Metropolitano con la Estación Benavides y con la Línea 1 del Metro de Lima con la Estación Cabitos y en el futuro con la Línea 4 desde las estaciones Aeropuerto y José Sucre, la Línea 3 con las estaciones desde Parque Reducto hasta Alejandro Velasco y la Línea 5 del Metro de Lima y Callao en la estación Benavides y la Línea 6 desde la Estación Salaverry c/n Ejército hasta la Estación Comandante Espinar.

### Terminales
No posee terminales tanto de ida y de vuelta, las cústers suelen parquearse en algunas viviendas de los propietarios de dichas cústers, la mayoría suele ser en la Av. Pacasmayo, entre los tramos Canta Callao y Bocanegra.

### Recorrido
| Dirección           | Avenidas y calles |
| ------------------- | --- |
| Ida Hacia Chorillos | Av. Pacasmayo - Av. Tomás Valle - Av. Elmer Faucett - Av. La Marina - Av. Antonio José de Sucre - Jr. Junín - Av. Javier Prado Oeste - Av. Gral. Salaverry - Av. Del Ejército - Av. José Pardo - Av. Ricardo Palma - Av. Paseo de la República - Av. Alfredo Benavides - Av. Caminos del Inca - Av. Los Próceres - Av. Guardia Civil Norte - Jr. Vista Alegre - Jr. Las Gaviotas - C. Los Asteroides - C. Los Pléyades - Av. Los Faisanes |
| Vuelta Hacia Callao | Av. Los Faisanes - C. Los Pléyades - C. Los Asteroides - Jr. Las Gaviotas - Jr. Vista Alegre - Av. Guardia Civil Sur - Av. Los Próceres - Av. Caminos del Inca - Alfredo Benavides - Av. Paseo de la República - Av. Ricardo Palma - Av. José Pardo - Av. Del Ejército - Av. Gral. Salaverry - Av. Javier Prado Oeste - Jr. Cuzco - Av. Antonio José de Sucre - Av. La Marina - Av. Elmer Faucett - Av. Tomás Valle - Av. Pacasmayo       |